# Ralph Hermann
Ralph J. Hermann (Milwaukee, Wisconsin, 9 februari 1914 – Manhasset, New York, 28 juli 1994) was een Amerikaans componist en dirigent. Hij gebruikte ook het pseudoniem: Richard Hale.

## Levensloop
Hermann kreeg zijn eerste muzieklessen op de basis- en middelbare school. Op de high school werd hij onderscheiden met de Milwaukee Civic Music Medal voor zijn buitengewoon muzikale inzet.
Zijn muziekstudies deed hij aan de Juilliard School of Music bij Vittorio Giannini.
Zijn grote carrière begon al op de high school, waar hij onder andere Kiddie Revue speelde en culmineerde in concerten met bekende Amerikaanse bands zoals die van Freddy Martin en Jimmy Dorsey. Hermann werkte als bewerker en arrangeur voor de bekende radio maatschappijen en was onder andere muzikale directeur van de American Broadcasting Company (ABC).   
Vanaf 1954 schreef hij ook werken voor harmonieorkest, ook werken voor solisten als Al Gallodoro (saxofoon en klarinet) en Eugene Rousseau (saxofoon). Ook zijn bewerkingen van bekende klassieke werken voor harmonieorkest worden nog regelmatig geprogrammeerd, zoals Porgy and Bess Medley voor saxofoon en harmonieorkest, Ellington Fantasy, Rossini's Introduction, Theme, and Variations en Tosca Fantasy voor saxofoon en harmonieorkest.

## Composities

### Werken voor orkest
- Concerto for Doubles, voor basklarinet en orkest
- Jewish Melodies, voor klarinet en orkest

### Werken voor harmonieorkest
- Arlinton Overture
- Belmont Overture
- Circus Time
- Clarinet Cake
- Concerto for Horn, voor hoorn en harmonieorkest
- Fight Song
- International Airport
- Kiddie Ballet
  1. Overture
  2. Baby Baptism
  3. Strolling the Baby Stroller
  4. Lullaby for a Naughty Girl
  5. Cops and Robbers
  6. Nightmare and Finale
- North Sea Overture
- Percussion Discussion
- Prelude and Caprice
- Pulchinello, voor basklarinet en harmonieorkest
- Sleighride Express
- Star Journey
- Strawflower, concert voor altsaxofoon en harmonieorkest
- Yellow Rose Of Texas

### Werken voor koor
- Christmas Fantasy, voor gemengd koor en koperblazers

### Kamermuziek
- Clarinet on the Town, voor klarinet en piano
- Concertino for Saxophon-Quartet

### Filmmuziek
- 1960 Directions, televisieserie